# هالی اسپرینگز (جورجیا)
هالی اسپرینگز، جورجیا (به انگلیسی: Holly Springs, Georgia) یک شهر در ایالات متحده آمریکا با جمعیت ۹٬۱۸۹ نفر است که در جورجیا واقع شده‌است.

## موقعیت جغرافیایی
موقعیت جغرافیایی شهرها و مناطق اطراف به شرح زیر است: